# Giarre

Ubicació de Giarre dins de la província

Giarre (Giarri en sicilià) és un municipi italià, situat a la regió de Sicília i a la ciutat metropolitana de Catània. L'any 2007 tenia 26.988 habitants. És situada a la costa oriental de Sicília, als peus del Volcà Etna, a mig camí entre Catània i Taormina, i avui dia forma una conurbació amb la veïna ciutat de Riposto. Limita amb els municipis d'Acireale, Mascali, Milo, Riposto, Sant'Alfio, Santa Venerina i Zafferana Etnea.
El centre de la ciutat es troba constituït per la vía Callipoli i per la plaça major, on se situa el Duomo (la Catedral) de Sant Isidre Llaurador, un magnífic monument neoclàssic, la construcció del qual s'inicià el 1794.

## Administració
| Període | Identitat       | Partit |
| ------- | --------------- | ------ |
| 2008-   | Concetta Sodano | MpA    |

## Història
Probablement, el nom de la ciutat deriva de les giarre (gerres), que contenien les delmes que es pagaven al bisbe de Catània. El poble va néixer al segle xvi al llarg de la via romana, la via Valeria, com a llogaret de l'antic comtat de Màscali, quan els bisbes de Catània, comtes de Màscali, decidiren concedir aquest territori, cobert de boscos, a famílies burgeses d'Aci i Messina perquè fos cultivat.
El 1815 Giarre es va separar de Màscali i es va convertir en un municipi autònom.
Durant el Feixisme les dues ciutats de Giarre i Riposto foren unificades sota el nom de Jonia, però, posteriorment foren separades definitivament el 1945.

## Galeria d'imatges

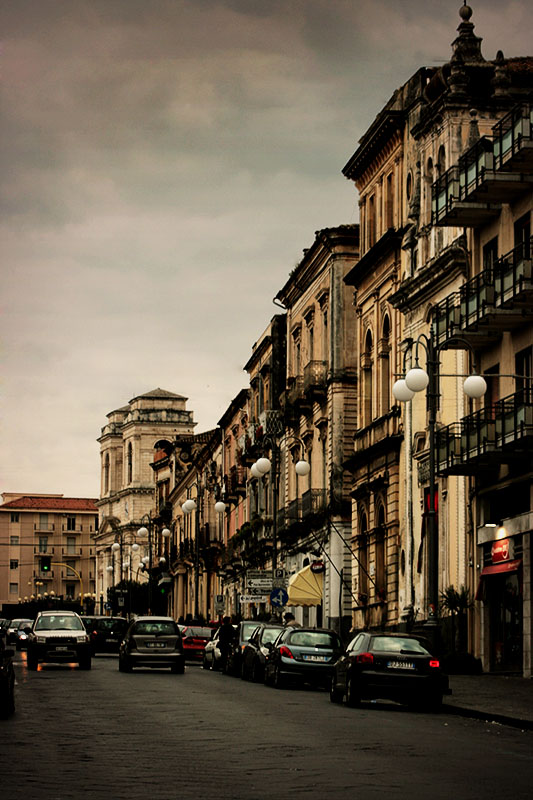
Via Callipoli
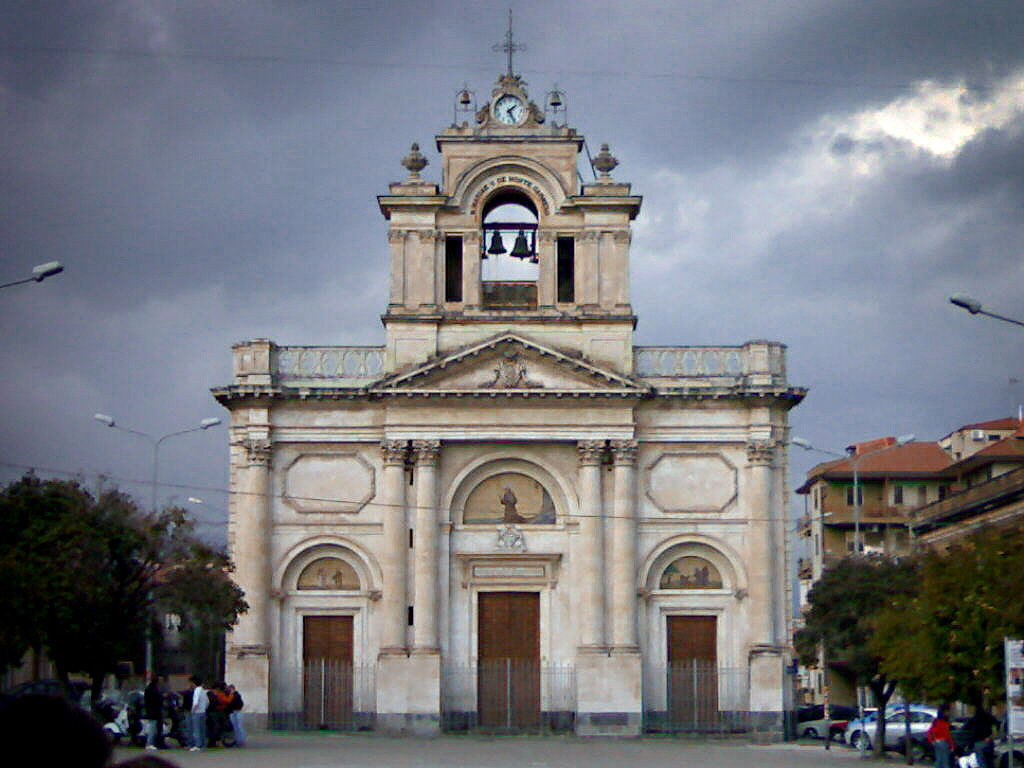
Església de San Francesco
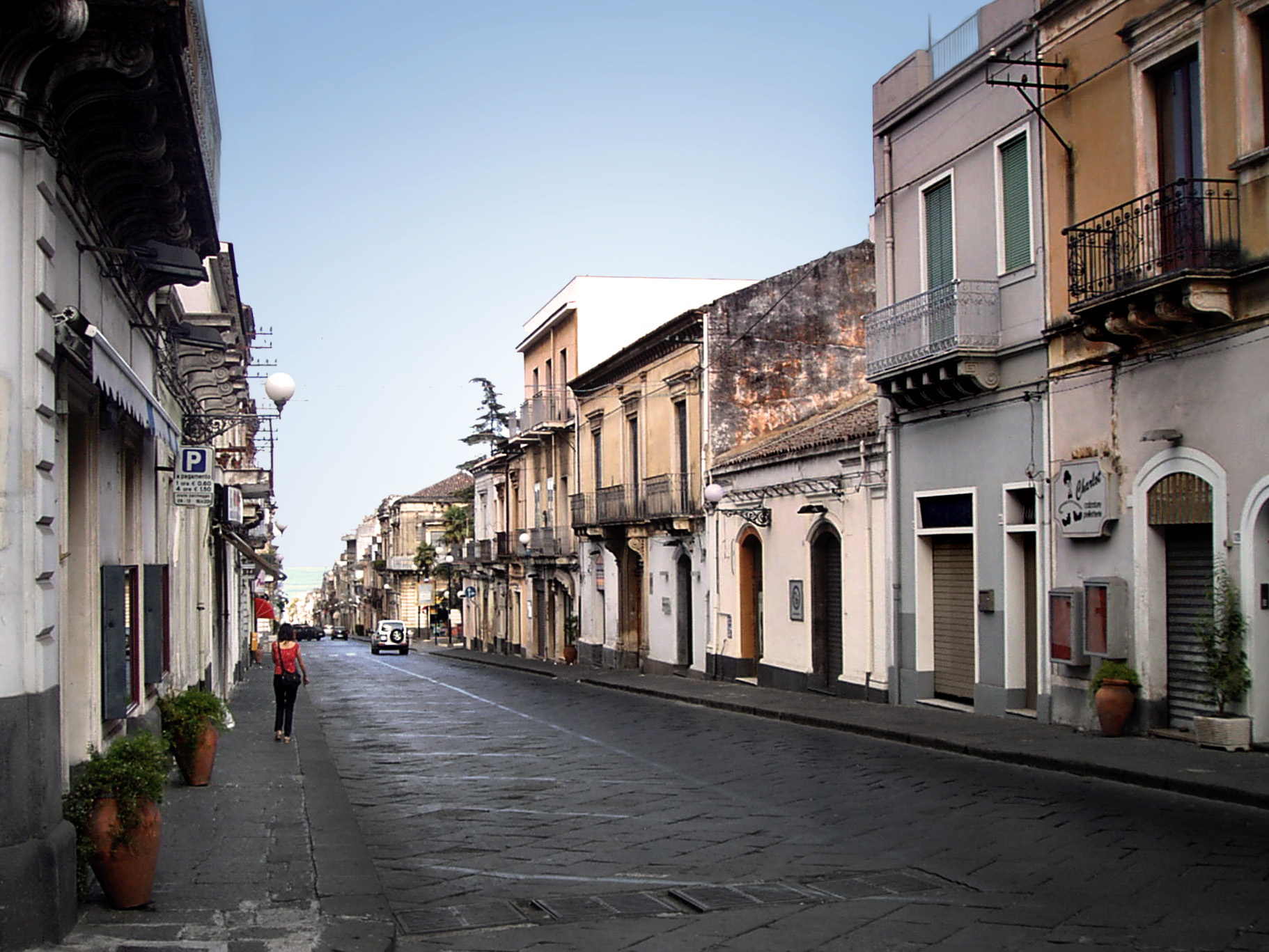
Corso Italia
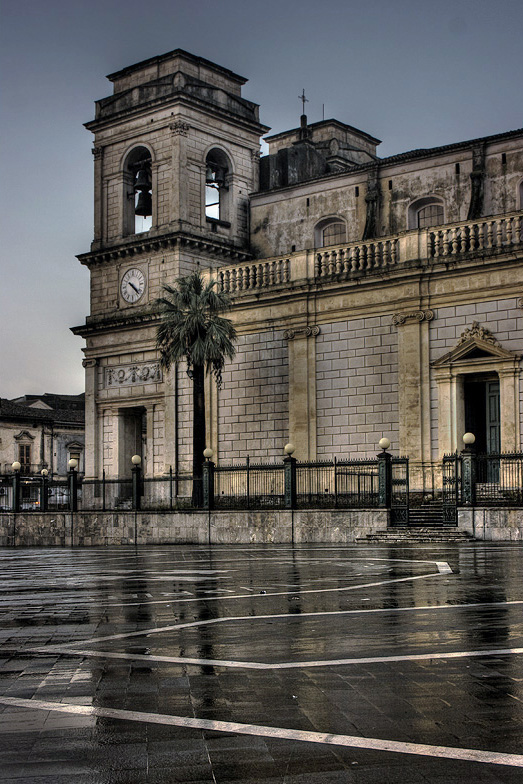
El Duomo

## Personatges il·lustres
- Salvo Basso, poeta i estudiós del sicilià.